# Un Certain Regard
Un Certain Regard – jedna z sekcji oficjalnego programu MFF w Cannes. Pokazy filmów prezentowanych w jej ramach odbywają się w Sali Debussy’ego, równolegle do konkursu głównego o Złotą Palmę.

## Historia sekcji
Nazwa sekcji oznacza w dosłownym tłumaczeniu „pewne spojrzenie”, ale Francuzi rozumieją ją też jako „z drugiego punktu widzenia”. Nawiązuje to do charakteru sekcji, w ramach której prezentowane są filmy wyróżniające się oryginalnym stylem i sposobem postrzegania świata przez ich twórców. Sekcję wprowadził na stałe do programu festiwalu jego dyrektor Gilles Jacob w 1978.
Od 1998 międzynarodowe jury przyznaje autorom filmów pokazywanych w tej sekcji nagrody i wyróżnienia. Najważniejsza jest Nagroda Główna dla najlepszego filmu w ramach przeglądu.

## Laureaci Nagrody Głównej
Od 1998 istnieje Nagroda Główna w ramach sekcji Un Certain Regard (fr. Prix Un Certain Regard), ustanowiona w celu promowania nowych innowacyjnych twórców filmowych. Wyróżnieniu towarzyszy wsparcie dystrybucyjne nagrodzonego tytułu na terenie Francji, a począwszy od 2005 – również nagroda pieniężna w wys. 30 tys. euro.
| Rok  | Kraj                                              | Tytuł polski                                      | Tytuł oryginalny                                  | Reżyseria                                         |
| ---- | ------------------------------------------------- | ------------------------------------------------- | ------------------------------------------------- | ------------------------------------------------- |
| 1998 | Kazachstan                                        | Zabójca                                           | Киллер Killer                                     | Dareżan Omirbajew                                 |
| 1999 | Wielka Brytania                                   | Wspaniali ludzie                                  | Beautiful People                                  | Jasmin Dizdar                                     |
| 2000 | Stany Zjednoczone                                 | Na pierwszy rzut oka                              | Things You Can Tell Just by Looking at Her        | Rodrigo García                                    |
| 2001 | Francja                                           | Chłopięce miłości                                 | Amour d’enfance                                   | Yves Caumon                                       |
| 2002 | Tajlandia                                         | Skrajne żądze                                     | สุดเสน่หา Sud sanaeha                               | Apichatpong Weerasethakul                         |
| 2003 | Włochy                                            | Nasze najlepsze lata                              | La meglio gioventù                                | Marco Tullio Giordana                             |
| 2004 | Senegal                                           | Moolaadé                                          | Moolaadé                                          | Ousmane Sembène                                   |
| 2005 | Rumunia                                           | Śmierć pana Lăzărescu                             | Moartea domnului Lăzărescu                        | Cristi Puiu                                       |
| 2006 |                                                   | Luksusowy samochód                                | 江城夏日 Jiang cheng xia ri                       | Wang Chao                                         |
| 2007 | Rumunia                                           | California Dreamin'                               | California Dreamin’ (Nesfârșit)                   | Cristian Nemescu                                  |
| 2008 | Kazachstan                                        | Tulpan                                            | Тюльпан Tulpan                                    | Siergiej Dworcewoj                                |
| 2009 | Grecja                                            | Kieł                                              | Κυνόδοντας Kynodontas                             | Jorgos Lantimos                                   |
| 2010 | Korea Południowa                                  | Hahaha                                            | 하하하 Hahaha                                     | Hong Sang-soo                                     |
| 2011 | Korea Południowa                                  | Arirang                                           | 아리랑 Arirang                                    | Kim Ki-duk                                        |
| 2011 | Niemcy                                            | W pół drogi                                       | Halt auf freier Strecke                           | Andreas Dresen                                    |
| 2012 | Meksyk                                            | Pragnienie miłości                                | Después de Lucía                                  | Michel Franco                                     |
| 2013 | Kambodża                                          | Brakujące zdjęcie                                 | L’image manquante                                 | Rithy Panh                                        |
| 2014 | Węgry                                             | Biały Bóg                                         | Fehér isten                                       | Kornél Mundruczó                                  |
| 2015 | Islandia                                          | Barany. Islandzka opowieść                        | Hrútar                                            | Grímur Hákonarson                                 |
| 2016 | Finlandia                                         | Olli Mäki. Najszczęśliwszy dzień jego życia       | Hymyilevä mies                                    | Juho Kuosmanen                                    |
| 2017 |                                                   | Uczciwy człowiek                                  | لِرد Lerd                                          | Mohammad Rasoulof                                 |
| 2018 | Szwecja                                           | Granica                                           | Gräns                                             | Ali Abbasi                                        |
| 2019 | Brazylia                                          | Niewidoczne życie sióstr Gusmão                   | A vida invisível de Eurídice Gusmão               | Karim Aïnouz                                      |
| 2020 | Festiwal odwołany z powodu pandemii koronawirusa. | Festiwal odwołany z powodu pandemii koronawirusa. | Festiwal odwołany z powodu pandemii koronawirusa. | Festiwal odwołany z powodu pandemii koronawirusa. |
| 2021 | Rosja                                             | Rozkurczając pięści                               | Разжимая кулаки Razżymaja kułaki                  | Kira Kowalenko                                    |
| 2022 | Francja                                           | Najgorsi                                          | Les pires                                         | Lise Akoka i Romane Gueret                        |
| 2023 | Wielka Brytania                                   | How to Have Sex                                   | How to Have Sex                                   | Molly Manning Walker                              |
| 2024 |                                                   | Czarny pies                                       | 狗阵 Gou zhen                                     | Guan Hu                                           |

## Laureaci pozostałych nagród
Poza Nagrodą Główną w ramach sekcji Un Certain Regard jury przyznaje również inne wyróżnienia specjalne, mające nieregularny charakter. Powszechnie uznaje się, że drugą nagrodą sekcji jest Nagroda Jury. W ostatnich latach przyjęło się jednakże nagradzać prezentowane filmy także za reżyserię, scenariusz i wyróżniające się kreacje aktorskie.
| Rok  | Kraj                                              | Tytuł polski                                      | Tytuł oryginalny                                                        | Reżyseria                                         | Nagroda                                                                      |
| ---- | ------------------------------------------------- | ------------------------------------------------- | ----------------------------------------------------------------------- | ------------------------------------------------- | ---------------------------------------------------------------------------- |
| 2000 | Brazylia                                          | Ja, ty, oni                                       | Eu Tu Eles                                                              | Andrucha Waddington                               | Wyróżnienie specjalne                                                        |
| 2003 |                                                   | Karmazynowe złoto                                 | طلای سرخ Talaye sorkh                                                   | Dżafar Panahi                                     | Nagroda Jury                                                                 |
| 2003 | Maroko                                            | Tysiąc miesięcy                                   | Mille mois                                                              | Faouzi Bensaïdi                                   | Nagroda za pierwsze wrażenie                                                 |
| 2004 | Urugwaj                                           | Whisky                                            | Whisky                                                                  | Juan Pablo Rebella i Pablo Stoll                  | Nagroda za oryginalność przekazu                                             |
| 2004 |                                                   | Ziemia i popioły                                  | خاک و خاکستر Khakestar-o-khak                                           | Atiq Rahimi                                       | Nagroda dla twórcy obiecującego na przyszłość                                |
| 2005 | Francja                                           | Filmowiec                                         | Le filmeur                                                              | Alain Cavalier                                    | Nagroda za intymność przekazu                                                |
| 2005 | Burkina Faso                                      | Delwende – pożeraczki dusz                        | Delwende                                                                | S. Pierre Yaméogo                                 | Nagroda dla twórcy obiecującego na przyszłość                                |
| 2006 | Australia                                         | Dziesięć czółen                                   | Ten Canoes                                                              | Rolf de Heer                                      | Nagroda Specjalna Jury                                                       |
| 2006 | Rumunia                                           | Tak spędziłem koniec świata                       | Cum mi-am petrecut sfârşitul lumii                                      | Cătălin Mitulescu                                 | Nagroda za rolę kobiecą dla Dorotheei Petre                                  |
| 2006 | Meksyk                                            | Skrzypce                                          | El violín                                                               | Francisco Vargas                                  | Nagroda za rolę męską dla Ángela Taviry                                      |
| 2006 | Francja                                           | Morderczynie                                      | Meurtrières                                                             | Patrick Grandperret                               | Nagroda przewodniczącego jury                                                |
| 2007 | Francja                                           | Aktorki                                           | Actrices                                                                | Valeria Bruni Tedeschi                            | Nagroda Specjalna Jury                                                       |
| 2007 | Izrael                                            | Przyjeżdża orkiestra                              | ביקור התזמורת Bikur Ha-Tizmoret                                         | Eran Kolirin                                      | Nagroda Coup de Cœur                                                         |
| 2008 | Japonia                                           | Tokijska sonata                                   | トウキョウソナタ Tōkyō Sonata                                           | Kiyoshi Kurosawa                                  | Nagroda Jury                                                                 |
| 2008 | Niemcy                                            | W siódmym niebie                                  | Wolke 9                                                                 | Andreas Dresen                                    | Nagroda Coup de Cœur                                                         |
| 2008 | Stany Zjednoczone                                 | Tyson                                             | Tyson                                                                   | James Toback                                      | Nagroda za całkowity knockout                                                |
| 2008 | Liberia                                           | Wściekły Pies                                     | Johnny Mad Dog                                                          | Jean-Stéphane Sauvaire                            | Nagroda dla twórcy obiecującego na przyszłość                                |
| 2009 | Rumunia                                           | Policjant, przymiotnik                            | Polițist, adjectiv                                                      | Corneliu Porumboiu                                | Nagroda Jury                                                                 |
| 2009 |                                                   | Nikt nie rozumie perskich kotów                   | کسی از گربه های ایرانی خبر نداره Kasi az gorbehaye irani khabar nadareh | Bahman Ghobadi                                    | Nagroda Specjalna Jury                                                       |
| 2009 | Francja                                           | Ojciec moich dzieci                               | Le père de mes enfants                                                  | Mia Hansen-Løve                                   | Nagroda Specjalna Jury                                                       |
| 2010 | Peru                                              | Październik                                       | Octubre                                                                 | Daniel Vega Vidal i Diego Vega Vidal              | Nagroda Jury                                                                 |
| 2010 | Argentyna                                         | Usta                                              | Los labios                                                              | Iván Fund i Santiago Loza                         | Nagroda za kreacje aktorskie dla Adeli Sánchez, Evy Bianco i Victorii Raposo |
| 2011 | Rosja                                             | Elena                                             | Елена Elena                                                             | Andriej Zwiagincew                                | Nagroda Specjalna Jury                                                       |
| 2011 |                                                   | Pożegnanie                                        | به امید دیدار Bé omid é didar                                           | Mohammad Rasoulof                                 | Nagroda za reżyserię                                                         |
| 2012 | Francja                                           | Wielkie wejście                                   | Le grand soir                                                           | Benoît Delépine i Gustave Kervern                 | Nagroda Specjalna Jury                                                       |
| 2012 | Belgia                                            | Nasze dzieci                                      | À perdre la raison                                                      | Joachim Lafosse                                   | Nagroda za kreację aktorską dla Émilie Dequenne                              |
| 2012 | Kanada                                            | Na zawsze Laurence                                | Laurence Anyways                                                        | Xavier Dolan                                      | Nagroda za kreację aktorską dla Suzanne Clément                              |
| 2012 | Bośnia i Hercegowina                              | Dzieci Sarajewa                                   | Djeca                                                                   | Aida Begić                                        | Wyróżnienie specjalne                                                        |
| 2013 |                                                   | Omar                                              | عمر Omar                                                                | Hany Abu-Assad                                    | Nagroda Specjalna Jury                                                       |
| 2013 | Francja                                           | Nieznajomy nad jeziorem                           | L’inconnu du lac                                                        | Alain Guiraudie                                   | Nagroda za reżyserię                                                         |
| 2013 | Meksyk                                            | Złota klatka                                      | La jaula de oro                                                         | Diego Quemada-Díez                                | Nagroda „Un Certain Talent”                                                  |
| 2013 | Stany Zjednoczone                                 | Fruitvale                                         | Fruitvale Station                                                       | Ryan Coogler                                      | Nagroda dla twórcy obiecującego na przyszłość                                |
| 2014 | Szwecja                                           | Turysta                                           | Turist                                                                  | Ruben Östlund                                     | Nagroda Jury                                                                 |
| 2014 | Brazylia                                          | Sól ziemi                                         | The Salt of the Earth                                                   | Wim Wenders i Juliano Ribeiro Salgado             | Nagroda Specjalna Jury                                                       |
| 2014 | Francja                                           | Party Girl                                        | Party Girl                                                              | Marie Amachoukeli, Claire Burger i Samuel Theis   | Nagroda dla obsady aktorskiej                                                |
| 2014 | Australia                                         | Kraina Charliego                                  | Charlie’s Country                                                       | Rolf de Heer                                      | Nagroda za kreację aktorską dla Davida Gulpilila                             |
| 2015 | Chorwacja                                         | Słońce w zenicie                                  | Zvizdan                                                                 | Dalibor Matanić                                   | Nagroda Jury                                                                 |
| 2015 |                                                   | Nahid                                             | ناهید Nahid                                                             | Ida Panahandeh                                    | Nagroda dla twórcy obiecującego na przyszłość                                |
| 2015 | Indie                                             | Masaan                                            | मसान Masaan                                                              | Neeraj Ghaywan                                    | Nagroda dla twórcy obiecującego na przyszłość                                |
| 2015 | Japonia                                           | Wyprawa na brzeg                                  | 岸辺の旅 Kishibe no tabi                                                | Kiyoshi Kurosawa                                  | Nagroda za reżyserię                                                         |
| 2015 | Rumunia                                           | Skarb                                             | Comoara                                                                 | Corneliu Porumboiu                                | Nagroda „Un Certain Talent”                                                  |
| 2016 | Japonia                                           | Okaleczone                                        | 淵に立つ Fuchi ni tatsu                                                 | Kôji Fukada                                       | Nagroda Jury                                                                 |
| 2016 | Stany Zjednoczone                                 | Captain Fantastic                                 | Captain Fantastic                                                       | Matt Ross                                         | Nagroda za reżyserię                                                         |
| 2016 | Francja                                           | Postój                                            | Voir du pays                                                            | Delphine Coulin i Muriel Coulin                   | Nagroda za scenariusz                                                        |
| 2016 | Francja                                           | Czerwony żółw                                     | La tortue rouge                                                         | Michaël Dudok de Wit                              | Nagroda Specjalna Jury                                                       |
| 2017 | Meksyk                                            | Córki Abril                                       | Las hijas de Abril                                                      | Michel Franco                                     | Nagroda Jury                                                                 |
| 2017 | Stany Zjednoczone                                 | Wind River. Na przeklętej ziemi                   | Wind River                                                              | Taylor Sheridan                                   | Nagroda za reżyserię                                                         |
| 2017 | Francja                                           | Barbara                                           | Barbara                                                                 | Mathieu Amalric                                   | Nagroda za poetyckość przekazu                                               |
| 2017 | Włochy                                            | Fortunata                                         | Fortunata                                                               | Sergio Castellitto                                | Nagroda za kreację aktorską dla Jasmine Trinki                               |
| 2018 | Portugalia                                        | Umarły i inni                                     | Chuva É Cantoria Na Aldeia Dos Mortos                                   | Renée Nader Messora i João Salaviza               | Nagroda Jury                                                                 |
| 2018 | Ukraina                                           | Donbas                                            | Донбасс Donbass                                                         | Siergiej Łoźnica                                  | Nagroda za reżyserię                                                         |
| 2018 | Maroko                                            | Sofia                                             | Sofia                                                                   | Meryem Benm'Barek-Aloïsi                          | Nagroda za scenariusz                                                        |
| 2018 | Belgia                                            | Dziewczyna                                        | Girl                                                                    | Lukas Dhont                                       | Nagroda za kreację aktorską dla Victora Polstera                             |
| 2019 | Hiszpania                                         | Siła ognia                                        | O que arde                                                              | Oliver Laxe                                       | Nagroda Jury                                                                 |
| 2019 | Rosja                                             | Wysoka dziewczyna                                 | Дылда Dyłda                                                             | Kantemir Bałagow                                  | Nagroda za reżyserię                                                         |
| 2019 | Francja                                           | Pokój 212                                         | Chambre 212                                                             | Christophe Honoré                                 | Nagroda za kreację aktorską dla Chiary Mastroianni                           |
| 2019 | Francja                                           | Joanna d’Arc                                      | Jeanne                                                                  | Bruno Dumont                                      | Nagroda Specjalna Jury                                                       |
| 2019 | Francja                                           | Liberté                                           | Liberté                                                                 | Albert Serra                                      | Nagroda Specjalna Jury                                                       |
| 2019 | Kanada                                            | Dziewczyna mojego brata                           | La femme de mon frère                                                   | Monia Chokri                                      | Nagroda Coup de Cœur                                                         |
| 2019 | Stany Zjednoczone                                 | Pod górkę                                         | The Climb                                                               | Michael Angelo Covino                             | Nagroda Coup de Cœur                                                         |
| 2020 | Festiwal odwołany z powodu pandemii koronawirusa. | Festiwal odwołany z powodu pandemii koronawirusa. | Festiwal odwołany z powodu pandemii koronawirusa.                       | Festiwal odwołany z powodu pandemii koronawirusa. | Festiwal odwołany z powodu pandemii koronawirusa.                            |
| 2021 | Austria                                           | Wielka wolność                                    | Große Freiheit                                                          | Sebastian Meise                                   | Nagroda Jury                                                                 |
| 2021 | Francja                                           | Dobra matka                                       | Bonne mère                                                              | Hafsia Herzi                                      | Nagroda dla obsady aktorskiej                                                |
| 2021 | Meksyk                                            | La Civil                                          | La Civil                                                                | Teodora Mihai                                     | Nagroda za odwagę                                                            |
| 2021 | Islandia                                          | Lamb                                              | Dýrið                                                                   | Valdimar Jóhannsson                               | Nagroda za oryginalność                                                      |
| 2021 | Meksyk                                            | Ognista noc                                       | Noche de fuego                                                          | Tatiana Huezo                                     | Wyróżnienie specjalne                                                        |
| 2022 | Pakistan                                          | Joyland                                           | Joyland                                                                 | Saim Sadiq                                        | Nagroda Jury                                                                 |
| 2022 | Rumunia                                           | Metronom                                          | Metronom                                                                | Alexandru Belc                                    | Nagroda za reżyserię                                                         |
| 2022 | Luksemburg                                        | W gorsecie                                        | Corsage                                                                 | Marie Kreutzer                                    | Nagroda za kreację aktorską dla Vicky Krieps                                 |
| 2022 | Tunezja                                           | Harka                                             | Harka                                                                   | Lotfy Nathan                                      | Nagroda za kreację aktorską dla Adama Bessy                                  |
| 2022 |                                                   | Śródziemnomorska gorączka                         | Mediterranean Fever                                                     | Maha Haj                                          | Nagroda za scenariusz                                                        |
| 2022 | Francja                                           | Rodeo                                             | Rodéo                                                                   | Lola Quivoron                                     | Nagroda Coup de Cœur                                                         |
| 2023 | Maroko                                            | Sfora                                             | عصابات Les meutes                                                       | Kamal Lazraq                                      | Nagroda Jury                                                                 |
| 2023 | Maroko                                            | Matka wszystkich kłamstw                          | كذب أبيض Kadib Abyad                                                    | Asmae El Moudir                                   | Nagroda za reżyserię                                                         |
| 2023 | Brazylia                                          | Kwiat buriti                                      | Crowrã                                                                  | João Salaviza i Renée Nader Messora               | Nagroda dla obsady aktorskiej                                                |
| 2023 | Sudan                                             | Żegnaj, Julio                                     | وداعا جوليا Wadaean Julia                                               | Mohamed Kordofani                                 | Nagroda za wolność wypowiedzi                                                |
| 2023 | Demokratyczna Republika Konga                     | Omen                                              | Augure                                                                  | Baloji                                            | Nagroda dla nowego głosu reżyserskiego                                       |
| 2024 | Francja                                           | Historia Souleymane’a                             | L'histoire de Souleymane                                                | Boris Lojkine                                     | Nagroda Jury                                                                 |
| 2024 | Włochy                                            | Przeklęci                                         | I dannati                                                               | Roberto Minervini                                 | Nagroda za reżyserię                                                         |
| 2024 | Zambia                                            | Jak zostałam perliczką                            | On Becoming a Guinea Fowl                                               | Rungano Nyoni                                     | Nagroda za reżyserię                                                         |
| 2024 | Indie                                             | Bezwstydne                                        | The Shameless                                                           | Konstantin Bożanow                                | Nagroda za kreację aktorską dla Anasuyi Sengupty                             |
| 2024 | Gwinea                                            | Historia Souleymane’a                             | L'histoire de Souleymane                                                | Boris Lojkine                                     | Nagroda za kreację aktorską dla Abou Sangare                                 |
| 2024 | Francja                                           | Niech to diabli!                                  | Vingt dieux                                                             | Louise Courvoisier                                | Nagroda dla nowego głosu reżyserskiego                                       |
| 2024 | Arabia Saudyjska                                  | Norah                                             | نورة Norah                                                              | Tawfik Alzaidi                                    | Wyróżnienie Specjalne                                                        |